# 程玉英
程玉英（1920年—2015年5月19日），山西平遥梁赵村人，中国晋剧表演艺术家，为晋剧程派青衣艺术创始人。
早年曾与丁果仙等联衔演出。曾先后担任中国戏剧家协会理事、山西省戏剧家协会副主席、晋中艺校校长、晋中艺校名誉校长等职。
其祖父程遵濂是清代晋商巨贾，蔚丰厚票号总经理，授学政衔。山西平遥程遵濂宅院为平遥县文物保护单位，现辟为民宿大宅门晋商旧居客栈。